# Alberto Varvaro
Alberto Varvaro (Palerm, Sicília, 13 de març de 1934 - Nàpols, 22 d'octubre de 2014) fou un filòleg italià, alumne de Salvatore Battaglia.

## Vida
Alberto Varvaro es formà a la Universitat de Palerm i també feu estades a les de Pisa, Zuric i Barcelona. Fou catedràtic de Filologia romànica a la Universitat Federico II de Nàpols, membre de l'Accademia della Crusca, membre corresponent de l'Accademia dei Lincei, fellow del Wolfson College de Cambridge i membre corresponent de l'Acadèmia de Bones Lletres de Barcelona (1981), entre d'altres. Participà activament en nombroses societats científiques internacionals (per exemple, en la Société de Linguistique Romane, de la qual fou vicepresident i president de 1995 a 1998; en la Société Rencesvals pour l'étude des épopées romanes, de la qual fou president de 2000 a 2003) i italianes (Società Italiana di Filologia Romanza, Centro di studi filologici e linguistici siciliani).

## Obra
Publicà nombrosos estudis de diverses temàtiques dins de la filologia romànica. De literatura romànica medieval: Studi sulla narrativa francese della seconda meta del XII secolo (Nàpols 1966); Struttura e forma della letteratura romanza del medioevo (Nàpols 1968; trad. a l'espanyol Barcelona 1983); Letterature romanze del Medioevo (Bolonya 1985). De lingüística romànica: Storia, problemi e metodi della linguistica romanza (Nàpols 1968, trad. a l'espanyol Barcelona 1988); La lingua e la società (Nàpols 1978); La parola nel tempo (Bolonya 1984); Linguistica romanza (Nàpols 2001) i el darrer publicat en vida seva Vocabolario Storico-Etimologico del Siciliano (VSES) (Estrasburg-Palerm 2014). Es poden destacar també els manuals Filologia spagnola medioevale (Nàpols, 3 vol., 1965-71) i Avviamento alla filologia francese medievale (Roma 1993). També edità textos medievals (Rigaut de Berbezilh, Liriche, Bari 1960) i fou director de la revista Medioevo Romanzo.